# Olesea Malașenko
Olesea Malașenko (în ucraineană Олеся Малашенко, n. 21 februarie 1991, Chișinău, RSS Moldovenească, URSS) este o jucătoare de baschet ucraineană a echipei Mersin Büyükșehir și membră a echipei naționale a Ucrainei. Are o înălțime de 1,88 m și joacă ca extremă.
A participat la Campionatul European de Baschet Feminin din 2017.

## Biografie
După două sezoane la ASPTT Arras⁠(d) (Franța), ea s-a alăturat clubului rus Țevakata Vologda⁠(d). A revenit la Arras după un an petrecut în Rusia (9,8 puncte și 3,3 recuperări în medie în Eurocup), dar s-a accidentat înainte de reluarea sezonului, ceea ce a impus înlocuirea ei cu Ines Ajanović⁠(d). A fost finalistă în campionatul italian 2013-2014 (13,8 puncte și 5,3 recuperări în medie) cu clubul italian Virtus Eirene Ragusa, promovat în seria A1. S-a alăturat clubului turc Mersin pentru sezonul următor.
În noiembrie 2018, accidentarea la genunchi a lui Marielle Amant⁠(d) a dus la întoarcerea lui Malașenko în Franța la Montpellier⁠(d), după un început de sezon în Turcia la Adana Basket unde performanța ei a fost de 5,6 puncte și 3,8 recuperări pe meci. La sfârșitul contractului său în februarie 2019, cu toate că Marielle Amant nu și-a revenit încă, nu i se mai prelungește contractul, clubul preferând ca Diandra Tchatchouang⁠(d) să fie extremă și să angajeze un fundaș lateral. Malașenko a revenit ulterior la fostul său club Braine.
La sfârșitul lunii decembrie, Olesea Malașenko s-a alăturat clubului francez din Villeneuve-d'Ascq până la sfârșitul sezonului, dar a părăsit Franța pentru a se alătura țării sale în februarie din cauza crizei ruso-ucrainene.

## Echipa națională
Ea a lipsit la Campionatul European de Baschet Feminin din 2013 din cauza unei accidentări la picior. În vara lui 2014 s-a alăturat naționalei Ucrainei, pe care a ajutat-o la calificarea la Campionatul European din 2015 cu 14,0 puncte și 4,3 recuperări pe meci.
După o intervenție chirurgicală la spate, ea a revenit în competiție în toamna lui 2021. În victoria împotriva Franței în meciul de calificare la Campionatul European de Baschet Feminin din 2023, a marcat 11 puncte și a avut 3 recuperări în 35 de minute.

## Echipe la care a jucat
- 2006-2007 -  Akasiya Odessa
- 2007-2009 -  Dexia Namur
- 2009-2011 -  Arras Pays d'Artois Basket Féminin
- 2011-2012 -  Tchevakata Vologda
- 2012-2013 -  Arras Pays d'Artois Basket Féminin
- 2013-2014 -  Virtus Eirene Raguse
- 2014-2017 -  Mersin
- 2017-2018 -  Mithra Castors Braine⁠(d)
- 2018-2018 -  Adana
- 2018-2019 -  Basket Lattes Montpellier Méditerranée Métropole Association
- 2018-2020 -  Mithra Castors Braine⁠(d)
- 2021-2022 -  Interkhim Odessa
- 2021-2022 -  ESB Villeneuve-d’Ascq